# Masahiro Akimoto
Masahiro Akimoto (jap. 秋元 正博, Akimoto Masahiro; * 3. September 1956 in Sapporo) ist ein ehemaliger japanischer Skispringer.

## Werdegang
Akimoto gab seine internationales Debüt am 8. Februar 1978 bei der Winter-Universiade in Špindlerův Mlýn, wo er 16. wurde. Am 27. Dezember des darauffolgenden Jahres nahm Akimoto am allerersten Weltcupwettbewerb teil und belegte Rang 19. Daraufhin nahm er an der anschließenden Vierschanzentournee 1979/80 teil. Akimoto kam beim Auftakt auf der Großschanze in Oberstdorf auf den 61. Platz. Am 4. Januar 1980 kam er beim Springen in Innsbruck auf Platz 23 und gewann so erstmals Weltcup-Punkte. Am 13. Januar konnte er das Springen auf seiner Heimatschanze in Sapporo gewinnen und stand so auch erstmals auf dem Podium. Bei den Olympischen Winterspielen 1980 und den damit verbundenen Nordischen Skiweltmeisterschaften in Lake Placid gelang Akimoto auf der Normalschanze der Sprung auf den 4. Platz. Auf der Großschanze wurde er Zehnter. Am 24. März 1980 konnte er beim Weltcup in Štrbské Pleso zum zweiten Mal ein Weltcup-Springen gewinnen, nachdem er zuvor immer in die Top 15 gesprungen war. Die Weltcup-Saison 1981/82 begann für Akimoto mit einem 3. in Cortina d’Ampezzo. Die folgenden Weltcups beendete er nur auf mittelmäßigen Platzierungen. Erst bei den Springen in Sapporo konnte er erneut seine Qualitäten mit einem 3. und einem 9. Platz unter Beweis stellen. Bei der Nordischen Skiweltmeisterschaft 1982 in Oslo gelang ihm jedoch kurz darauf nur ein 41. Platz auf der Normalschanze und ein enttäuschender 53. Platz auf der Großschanze. Er legte daraufhin für zwei Jahre eine Wettkampfpause ein.
Am 21. Januar 1984 startete er Sapporo erneut in den Skisprung-Weltcup und konnte auch auf Anhieb dieses Springen gewinnen. Im zweiten Springen kam er auf Platz 3. Zur Nordischen Skiweltmeisterschaft 1985 in Seefeld in Tirol konnte er seine Leistung von 1982 steigern und kam auf der Normalschanze auf den 21. und auf der Großschanze auf den 32. Platz. Im Teamspringen erreichte er gemeinsam mit Yatarō Watase, Akira Satō und Chiharu Nishikata den 6. Platz. Das erste Weltcup-Springen nach der Weltmeisterschaft fand erneut in Sapporo statt. Auch diesmal gewann Akimoto dieses Springen und gewann damit das vierte Springen in seiner Karriere. Es war jedoch sein letzter Sieg. Er beendete die Saison mit einem fünften Platz in Oslo.
Nachdem die darauffolgende Saison nur verhalten begonnen hatte, holte Akimoto Anfang 1986 mehrere Siege bei nationalen Wettbewerben und zwei Top-Ten-Platzierungen bei Weltcupspringen. Er ging damit als bester Japaner und zugleich ältester Teilnehmer in die Skiflug-Weltmeisterschaft 1986. Am zweiten Tag zog er sich dort bei einem Sturz einen offenen Unterschenkelbruch zu. Trotz Verletzungspause beendete er die Weltcupsaison auf Rang 23 und damit vor seinen Landsmännern Hiroo Shima und Chiharu Nishikata. Erste Ende 1987 bestritt Akimoto seine nächsten Weltcupwettbewerbe kam aber nicht in die Punkte.
Ende 1988 nahm Akimoto noch einmal an den Springen in Sapporo teil, konnte jedoch erneut keine Punkte erringen. Am ersten Wettkampftag, dem 17. Dezember, belegte er Rang 30 vor dem debütierenden Noriaki Kasai, einen Tag darauf wurde Akimoto nur 63.
Von 1981 bis 1985 startete Akimoto außerdem viermal beim Skisprung-Europacup und stand dabei dreimal auf dem Podest. Seinen Debütwettbewerb in St. Moritz konnte er dabei gewinnen.
Bei der nationalen Unterhauswahl 2005 kandidierte Akimoto für Muneo Suzukis Regionalpartei Shintō Daichi, in der er auch Vizevorsitzender wurde, im 1. Wahlkreis Hokkaidō, dem Wahlkreis von Ex-Gouverneur Takahiro Yokomichi, unterlag aber deutlich den Kandidaten der etablierten nationalen Parteien.

## Erfolge

### Weltcupsiege im Einzel
| Nr. | Datum            | Ort           | Typ           |
| --- | ---------------- | ------------- | ------------- |
| 1.  | 13. Januar 1980  | Sapporo       | Großschanze   |
| 2.  | 25. März 1980    | Štrbské Pleso | Normalschanze |
| 3.  | 21. Januar 1984  | Sapporo       | Großschanze   |
| 4.  | 10. Februar 1985 | Sapporo       | Großschanze   |

### Weltcup-Platzierungen
| Saison  | Platz | Punkte |
| ------- | ----- | ------ |
| 1979/80 | 05.   | 109    |
| 1980/81 | 39.   | 019    |
| 1981/82 | 25.   | 037    |
| 1983/84 | 24.   | 040    |
| 1984/85 | 08.   | 089    |
| 1985/86 | 23.   | 028    |

### Schanzenrekorde
| Ort                    | Land        | Weite               | aufgestellt am | Rekord bis     |
| ---------------------- | ----------- | ------------------- | -------------- | -------------- |
| Garmisch-Partenkirchen | Deutschland | 103,0 m (HS: 140 m) | 1. Januar 1981 | 1. Januar 1983 |